# Петров Микола Іванович (залізничник)
Микола Іванович Петров (1905, місто Єлець Орловської губернії, тепер Липецької області, Російська Федерація — ?) — радянський залізничник, начальник Ковельської та Північнопечорської залізниць.

## Біографія
Трудову діяльність розпочав ремонтним робітником та десятником на залізниці.
У 1931—1934 роках навчався в Ленінградському інституті інженерів залізничного транспорту, потім працював на Південно-Східній залізниці.
У жовтні 1939 — липні 1941 року — начальник Ковельської залізниці.
Член ВКП(б) з 1941 року.
Під час німецько-радянської війни з 18 червня 1942 по 1943 рік — перший начальник Північнопечорської залізниці, яку будували в'язні радянських таборів (ГУЛАГу).
У 1944—1953 роках — начальник Ковельської залізниці.
Подальша доля невідома.

## Звання
- генерал-директор колії і будівництва 3-го рангу (1944)

## Нагороди
- орден Леніна (.08.1945)
- орден Трудового Червоного Прапора
- ордени
- медалі